# سقوط سوهارتو

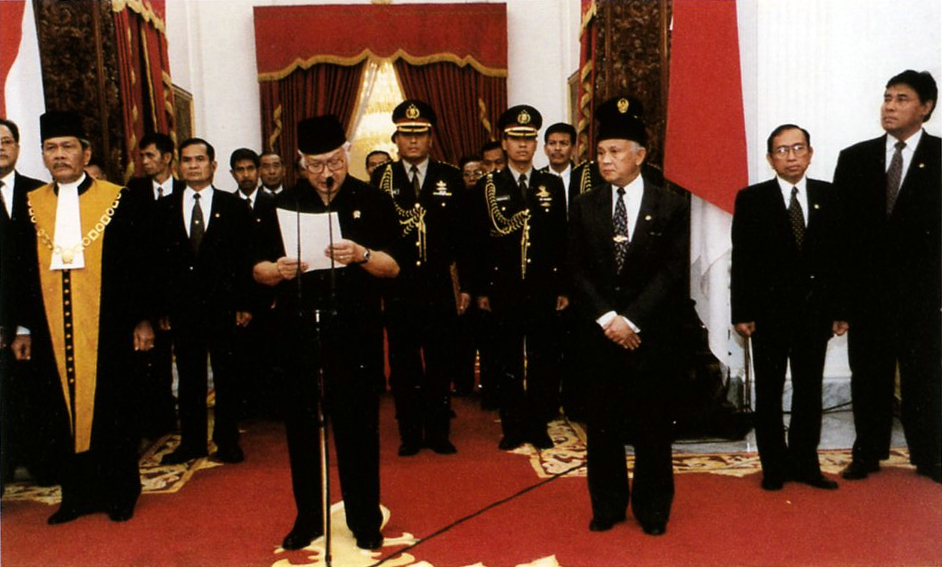
سوهارتو رئيس إندونيسيا يقدم خطاب استقالته في قصر ميرديكا جاكرتا، 21 مايو 1998.

استقال سوهارتو من منصبه كرئيس لإندونيسيا في 21 مايو 1998 بعد انهيار الدعم لرئاسته التي استمرت ثلاثة عقود. جاءت الاستقالة في أعقاب أزمات اقتصادية وسياسية حادة خلال الأشهر الستة إلى الإثني عشر السابقة. تولى نائب الرئيس ب.ج حبيبي رئاسة الجمهورية.

## المعارضة في ظل النظام الجديد
تبنت حكومة سوهارتو عند وصولها إلى السلطة في عام 1967 -في أعقاب محاولة الانقلاب التي ألقي باللوم فيها رسميًا على الحزب الشيوعي الإندونيسي (بّي كيه آي)- سياسات قيدت الحريات المدنية بشدة وأقامت نظام حكم يقسم السلطة فعليًا بين منظمة جولكار و الجيش.
في عام 1970، أدى ارتفاع الأسعار والفساد إلى احتجاجات طلابية وإجراء تحقيق من قبل لجنة حكومية. رد سوهارتو بمنع احتجاج الطلاب، ما أجبر الناشطين على العمل بالخفاء. ولم تُتابع سوى المقاضاة الرمزية في القضايا التي أوصت بها اللجنة. أصبح نمط اختيار عدد قليل من خصومه الأقوياء مع تجريم البقية سمة مميزة لحكم سوهارتو.[بحاجة لمصدر]
من أجل الحفاظ على فتات من الديمقراطية، أجرى سوهارتو عدة إصلاحات انتخابية. ترشح للانتخابات قبل تصويت الهيئة الانتخابية كل خمس سنوات، بدءًا من عام 1973. وفقًا لقواعده الانتخابية، لم يُسمح إلا لثلاثة كيانات فقط بالمشاركة في الانتخابات: حزبان سياسيان وحزب جولكار (حزب العمال). أُجبرت جميع الأحزاب السياسية الموجودة سابقًا على أن تكون جزءًا من حزب التنمية الإسلامي المتحد (بّي بّي بّي) أو الحزب الديمقراطي الوطني الإندونيسي (بّي دي آي). لم يكن حزب العمال -باعتباره المحرك السياسي الأساسي لسوهارتو- حزبًا سياسيًا بشكل رسمي. أُلزم جميع كبار الموظفين المدنيين بالانضمام إلى جمعيات الموظفين المرتبطة بحزب العمال، في حين مُنع كبار البيروقراطيين من الانضمام إلى الأحزاب السياسية. في تسوية سياسية مع الجيش القوي، منع سوهارتو أعضائه من التصويت في الانتخابات لكنه خصص مقاعد في المجلس التشريعي لممثليهم. ونتيجة لذلك، فاز في كل انتخابات ترشح فيها للأعوام 1978 و1983 و1988 و1993 و1998.
أصبحت هذه الاستبدادية قضية في الثمانينيات. في 5 مايو 1980، طالبت مجموعة تسمى عريضة الخمسين (بيتيسي 50) بمزيد من الحريات السياسية واتهمت سوهارتو بإساءة تفسير أيديولوجية دولة البانتشاسيلا. وقع عليها رجال عسكريون سابقون وسياسيون وأكاديميون وطلاب. قمعت وسائل الإعلام الإندونيسية تلك الأخبار، وفرضت الحكومة قيودًا على الموقعين، وسُجن بعضهم فيما بعد.
بعد نهاية الحرب الباردة، تضاءل القلق الغربي بشأن الشيوعية، وخضع سجل حقوق الإنسان لسوهارتو لمزيد من التدقيق الدولي. في عام 1991، أدى مقتل مدنيين من تيمور الشرقية في مقبرة ديلي، والمعروفة أيضًا باسم مذبحة سانتا كروز، إلى تركيز الولايات المتحدة على علاقاتها العسكرية مع نظام سوهارتو ومسألة احتلال إندونيسيا لتيمور الشرقية. في عام 1992، أدى هذا الاهتمام إلى قيام كونغرس الولايات المتحدة بتمرير قيود على المساعدات للجيش الإندونيسي، على الرغم من اعتراضات الرئيس جورج بوش الأب في عام 1993، في عهد الرئيس بيل كلينتون، ساعد الوفد الأمريكي إلى لجنة حقوق الإنسان التابعة للأمم المتحدة في تمرير قرار يعرب عن القلق العميق بشأن انتهاكات حقوق الإنسان الإندونيسية في تيمور الشرقية.

## ظهور الشقوق
في عام 1996، بدأ الحزب الديمقراطي الإندونيسي (بّي دي آي)، وهو حزب قانوني استخدمه النظام الجديد كدعم حميد للنظام الانتخابي للنظام الجديد، في تأكيد استقلاله في ظل ميغاواتي سوكارنوبوتري، ابنة الأب المؤسس لإندونيسيا، سوكارنو. ردًا على ذلك، حاول سوهارتو تعزيز الانقسام حول قيادة الحزب الديمقراطي التقدمي، ودعم فصيل مختار موالٍ لنائب رئيس البرلمان سوريادي ضد أنصار ميجاواتي.
بعد أن أعلن فصيل سوريادي أن المؤتمر الحزبي لإقالة ميجاواتي سوف يعقد في ميدان يومي 20 و22 يونيو، أعلنت ميجاواتي أن أنصارها سوف ينظمون مظاهرات احتجاجًا. وواصل فصيل سوريادي عملية الإقالة، وتجلت المظاهرات في جميع أنحاء إندونيسيا. ثم استولى أنصار ميجاواتى على مقر بّي دي آي في جاكرتا. في يوم السبت 27 يوليو، اقتحم حشد يضم جنودًا بملابس مدنية وبلطجية من منظمة بيمودا بانكاسيلا المرتبطة بالجيش المبنى بالقوة. وبحسب اللجنة الوطنية لحقوق الإنسان (كومناس هام)، قُتل خمسة أشخاص وجرح 149 وفقد 74 - معظمهم من أولئك الذين اعتقلهم الجيش. وأعقب الهجوم أعمال شغب استمرت يومين أحرق خلالها شبان ستة مبان على الأقل، بما في ذلك مبنى وزارة الزراعة.
ترافقت التوترات السياسية في جاكرتا مع أعمال شغب مناهضة للصين في سيتوبوندو (1996) وتاسيكمالايا (1996) وبانجارماسين (1997) وماكاسار (1997)؛ بينما اندلعت اشتباكات عرقية عنيفة بين مستوطنين داياك ومادوريين في كالمنتان الوسطى في عام 1997. بعد موسم حملة عنيف، فاز حزب العمال في انتخابات مايو 1997 المزورة. صوت مجلس النواب الجديد بالإجماع على إعادة انتخاب سوهارتو لفترة ولاية أخرى مدتها خمس سنوات في مارس 1998، إذ عين ربيبه ب.ج حبيبي نائبًا للرئيس أثناء تكديس الحكومة مع عائلته وشركائه في العمل (أصبحت ابنته توتوت وزيرة الشؤون الاجتماعية). أثار رفع الحكومة لأسعار الوقود بنسبة 70٪ في مايو أعمال شغب في ميدان. مع تزايد اعتبار سوهارتو مصدر الأزمات الاقتصادية والسياسية المتصاعدة في البلاد، تحدثت شخصيات سياسية بارزة، بما في ذلك السياسي المسلم أمين رايس ضد رئاسته، وفي يناير 1998 بدأ طلاب الجامعات في تنظيم مظاهرات على مستوى البلاد.

## الأزمة المالية
في النصف الثاني من عام 1997، أصبحت إندونيسيا البلد الأكثر تضررًا من الأزمة المالية الآسيوية عام 1997. عانى الاقتصاد من هروب رأس المال الأجنبي ما أدى إلى انخفاض الروبية الإندونيسية من 2600 روبية لكل دولار في أغسطس 1997 إلى أكثر من 14800 روبية للدولار بحلول يناير 1998. كافحت الشركات الإندونيسية التي لديها قروض مقومة بالدولار الأمريكي لخدمة هذه الديون بأرباحها من الروبية، وأفلس الكثير. كان لجهود بنك إندونيسيا للدفاع عن نظام التعويم المُدار عن طريق بيع الدولار الأمريكي تأثير ضئيل على انخفاض العملة، ولكنها استنزفت بدلًا من ذلك احتياطيات النقد الأجنبي في إندونيسيا. حُددت نقاط الضعف في الاقتصاد الإندونيسي، بما في ذلك المستويات المرتفعة للديون، ونظم الإدارة المالية غير الملائمة، ورأسمالية المحسوبية، كأسباب أساسية. أُشير أيضًا إلى التقلبات في النظام المالي العالمي والإفراط في تحرير أسواق رأس المال الدولية. وردت الحكومة بتعويم العملة وطلب مساعدة صندوق النقد الدولي وإغلاق بعض البنوك وتأجيل المشروعات الرأسمالية الكبرى.
في ديسمبر 1997، لم يحضر سوهارتو لأول مرة قمة رؤساء دول الآسيان، والتي تبين لاحقًا أنها كانت بسبب سكتة دماغية طفيفة، ما أثار تكهنات حول صحته والمستقبل القريب لرئاسته. في منتصف كانون الأول (ديسمبر)، عندما اجتاحت الأزمة إندونيسيا وسحب ما يقدر بنحو 150 مليار دولار من رأس المال من البلاد، ظهر في مؤتمر صحفي ليؤكد أنه مسؤول ويحث الناس على الوثوق بالحكومة والروبية المنهارة.
لم يكن لمحاولات سوهارتو إعادة غرس الثقة، مثل إصدار أوامر للجنرالات بطمأنة المتسوقين شخصيًا في الأسواق وحملة (أحب الروبية)، تأثير ضئيل. تشير الدلائل إلى أن عائلة سوهارتو وشركائه كانوا بمنأى عن المتطلبات الأكثر صرامة لعملية إصلاح صندوق النقد الدولي، وكان هناك صراع مفتوح بين التكنوقراط الاقتصاديين الذين ينفذون خطط صندوق النقد الدولي والمصالح الخاصة المرتبطة بسوهارتو، ما قوض الثقة في الاقتصاد. تسببت ميزانية الحكومة غير الواقعية لعام 1998 وإعلان سوهارتو عن حبيبي لمنصب نائب الرئيس القادم في مزيد من عدم استقرار العملة. وافق سوهارتو على مضض على حزمة إصلاحات هيكلية واسعة النطاق لصندوق النقد الدولي في يناير 1998 مقابل 43 مليار دولار من السيولة (مع توقيع خطاب نوايا ثالث مع صندوق النقد الدولي في أبريل من ذلك العام). لكن الروبية انخفضت إلى سدس قيمتها قبل الأزمة، وأدت الشائعات والذعر إلى اندفاع المتاجر ودفع الأسعار إلى الارتفاع.